# Mahbubnagar
Mahbubnagar (Mehboobnagar, telugu మహబూబ్ నగర్, urdú مہبوب نگر, hindi महबूबनगर) és una ciutat i municipi de l'Índia, capital del districte de Mahbubnagar a l'estat d'Andhra Pradesh, Índia. Antigament era anomenada Palamooru o Palamuru o Palmur però va canviar el nom el 4 de desembre de 1890 en honor de Mir Mahbub Ali Khan Asaf Jah VI, nizam d'Hyderabad (1869-1911). Està situada a 98 km al sud-oest d'Hyderabad (Índia). Consta al cens del 2001 amb una població de 130.849 habitants. El 1901 la població era de 7.605 habitants. La ciutat compta amb una universitat (Universitat de Palamuru) i diversos col·legis superiors. destaquen els temples de Sri Laxmi Narasimha Swamy, Sri Raghavendra Swamy, Sri Krishna, Sri Ayyappa Swamy, Sri Venkateshwara Swamy, Sri Sathya Sai Baba, Sri Kalika Matha, Sri Chowdeshwari Devi, Sri Kanyakaparameshwari Devi i Panchamuka Anjaneya swamy.